# 库尼科
库尼科（義大利語：Cunico），是意大利阿斯蒂省的一个市镇。总面积6.86平方公里，人口540人，人口密度78.7人/平方公里（2009年）。ISTAT代码为005051。